# Fritz Beckert
Fritz Beckert (* 5. April 1925 in Reichenhain) ist ein deutscher Pädagogischer Psychologe.

## Leben
Fritz Beckert wurde am 5. April 1925 in Reichenhain bei Chemnitz geboren. Ab 1932 besuchte er die Volksschule und von 1936 bis 1943 die Mittelschule. Anschließend wirkte er im Rahmen des Reichsarbeitsdienstes bei der Wehrmacht. 1945 wurde er zunächst Lehrer an der Chemnitzer Grundschule, bereits im folgenden Jahr auch deren Schulleiter. In der Zeit bis 1950 besuchte er auch Kurse über Psychologie am Institut für Lehrerbildung in Chemnitz (1953–1990: Karl-Marx-Stadt). Dort lehrte er von 1952 bis 1954 mit einem Lehrauftrag für pädagogische Psychologie. 1954 und 1955 war er ferner Oberassistent am Pädagogischen Institut Dresden und anschließend bis 1957 Aspirant am Deutschen Pädagogischen Zentralinstitut in Berlin.
1958 promovierte die Universität Leipzig Beckert zum Doktor der Pädagogik. Seine Dissertation trägt den Titel Untersuchungen über die Auffassung von Hörspielen durch Kinder und Jugendliche. Ein Beitrag zur Psychologie der Lehrmittel im Geschichtsunterricht. Vier Jahre danach fand seine Habilitation für pädagogische Psychologie an der Universität statt. Seine Habilitationsarbeit war Fernsehspiel-Erleben und Persönlichkeit. Versuch einer psychologisch-pädagogischen Grundlegung.
1964 verließ Beckert das Chemnitzer Institut und wurde im folgenden Jahr Professor an der Technischen Universität Chemnitz und Leiter des pädagogischen und psychologischen Instituts. Auch fungierte er bis 1970 als Prorektor. Gastvorlesungen über massenkommunikative Psychologie hielt er 1972 und im Folgejahr an der Hochschule für Film und Fernsehen Potsdam. Ferner war er seit 1968 Vorsitzender der Stadtleitung Karl-Marx-Stadt im Kulturbund der DDR. Dieses Amt übte er bis 1975 aus.
In diesem Jahr 1975 wurde Beckert an die Sektion Journalistik an der Karl-Marx-Universität Leipzig als Professor berufen. Dort lehrte er bis 1990.

## Schriften
- Untersuchungen über die Auffassung von Hörspielen durch Kinder und Jugendliche. Ein Beitrag zur Psychologie der Lehrmittel im Geschichtsunterricht (Dissertation 1958)
- Fernsehspiel-Erleben und Persönlichkeit. Versuch einer psychologisch-pädagogischen Grundlegung (Habilitationsarbeit 1962)
- Kinder am Bildschirm (Berlin Ost 1962)
- Methodische Beiträge zum Unterricht im Fach Geschichte. Band 4: Das Hörspiel im Geschichtsunterricht (Berlin Ost 1963)
- Fernsehspiel-Erleben und Persönlichkeit. Beitrag zu einer psychologischen Grundlegung (Berlin Ost 1967)
- Die Persönlichkeit als psychologisches Problemfeld im journalistischen Schaffen (Studienmaterial) (Berlin Ost 1979)
- Psychologie der journalistischen Kommunikation (zwei Lehrhefte Leipzig 1985 bis 1987)